# Алаилима-Уту, Файну’улелеи
Файну’улелеи Л. П. Фалефату Алаилима-Уту (англ. Fainu’ulelei L. P. Falefatu Alailima-Utu, род. на Американском Самоа, США) – американо-самоанский юрист, который занимает должность генерального прокурора Американского Самоа с января 2021 года.

## Генеральный прокурор
Алаилима-Уту был номинирован на должность генерального прокурора Американского Самоа 3 января 2021 года и утверждён единогласным голосованием как Палатой представителей, так и Сената.